# Osso vômer
O Vômer (português brasileiro) ou vómer (português europeu) é um osso central do crânio dos cordados que forma a cavidade nasal e . É maior, proporcionalmente ao corpo, em animais com bom olfato.

## Localização
Está situado na linha sagital mediana, e se articula com:
- Osso esfenóide
- Osso etmóide
- ossos palatinos esquerdo e direito e;
- ossos maxilares esquerdo e direito.

Movimentação
É possível mover o vomer pressionando com força a parte superior interna da boca (palatino) com o dedo ou a língua. 

## Imagens

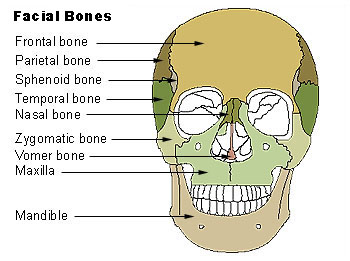
Vômer em vermelho, ao centro do crânio.
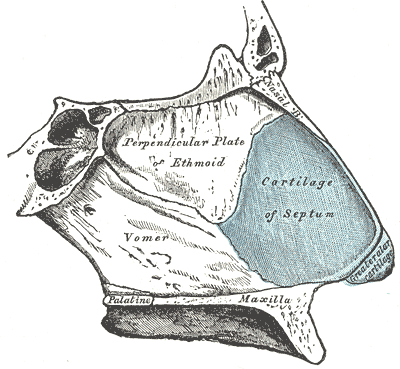
Ossos e cartilagens do septo do nariz. Lado direito.
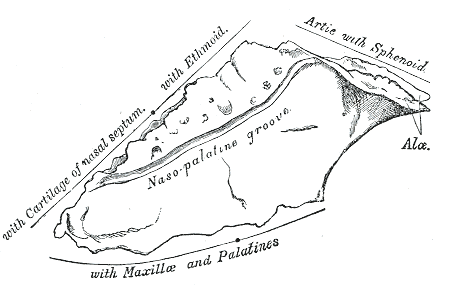
Formato com detalhes em inglês
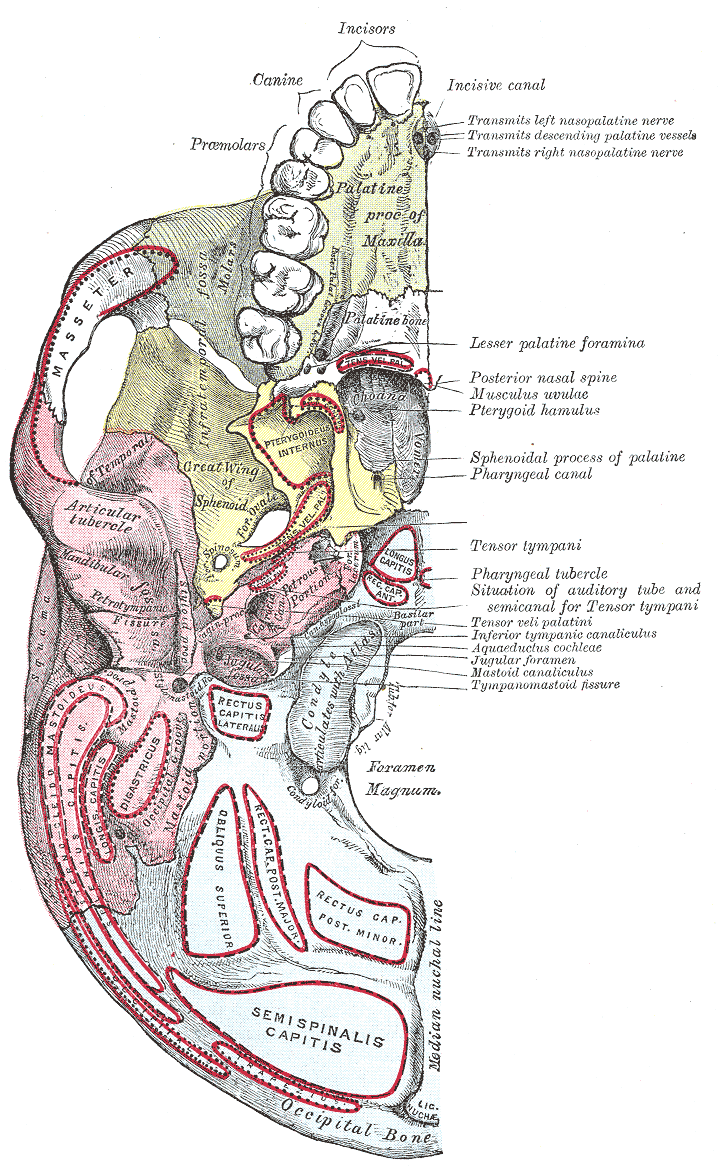
Vista inferior
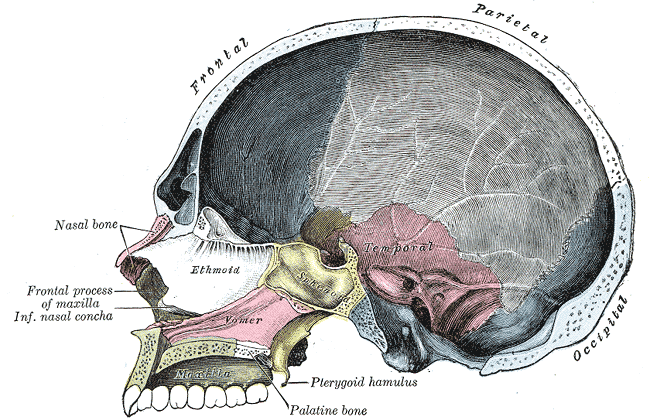
Secção sagital do crânio
Rotação
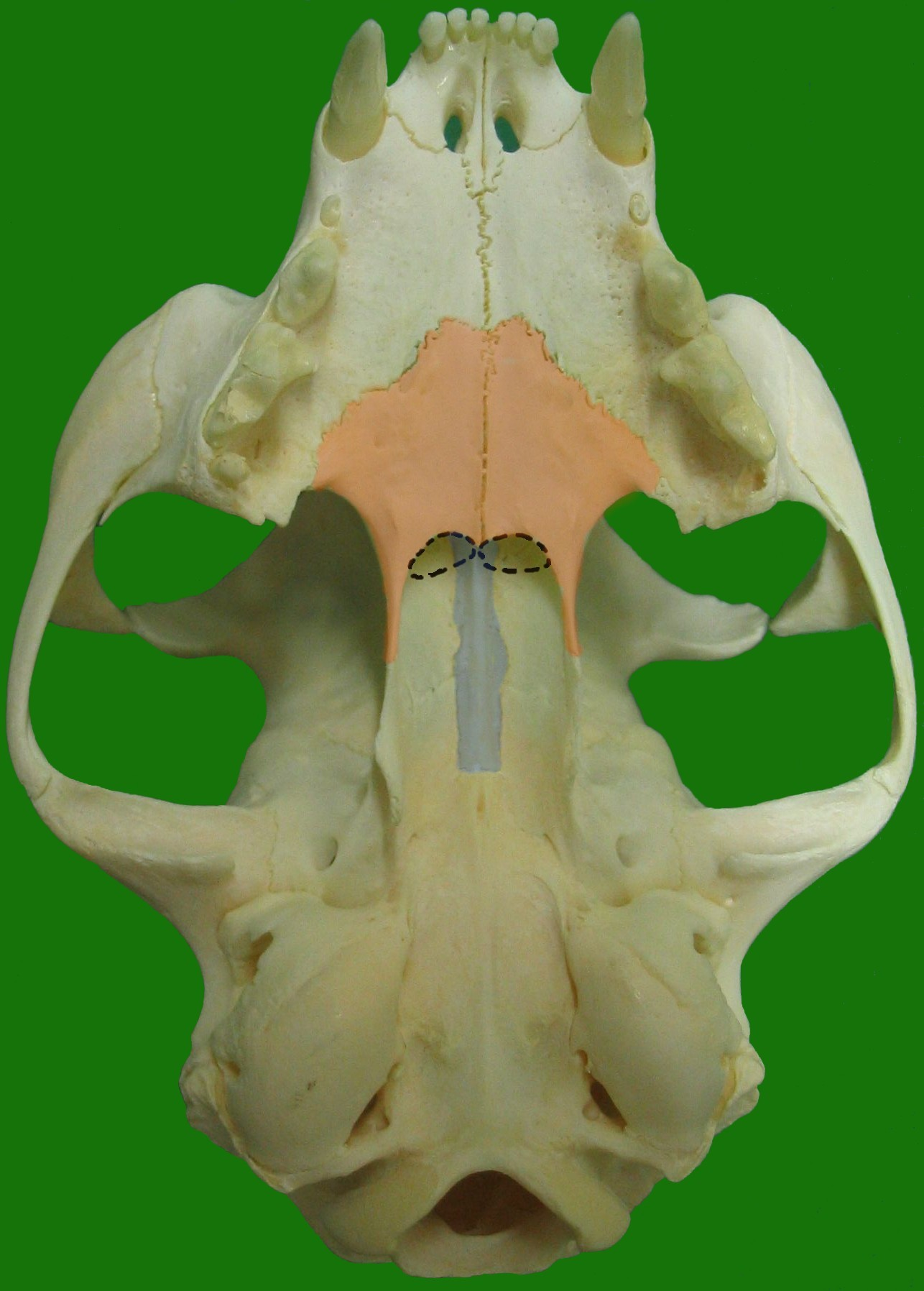
Vômer de um gato